# قاضی مفضل حسین شایکات
قاضی مفضل حسین شایکات (بنگالی: কাজী মোফাজ্জল হোসেন সৈকত؛ زادهٔ ۲۰ ژوئن ۱۹۸۶) بازیکن فوتبال اهل بنگلادش بود. وی همچنین در تیم ملی فوتبال بنگلادش بازی کرده است.